# Carlyle Group
Carlyle Group — один из крупнейших инвестиционных фондов, управляющий активами на сумму более 147 млрд долл. Основан в 1987 году. Специализируется на венчурных инвестициях, финансируемых выкупах компаний, высокодоходных долговых обязательствах и недвижимости. Штаб-квартира находится в Вашингтоне, США. В компании занято более 563 специалистов по инвестициям в 21 стране. Имеет более 1100 инвесторов в 68 странах.
В Carlyle Group работали 41-й президент США Джордж Буш — старший, его сын — 43-й президент США Джордж Буш — младший, бывший заместитель директора ЦРУ и министр обороны США Франк Карлуччи, бывший государственный секретарь США Джеймс Бейкер, бывший премьер-министр Великобритании Джон Мейджор.
В документальной ленте «Фаренгейт 9/11» утверждается, что в 2001 году среди крупнейших инвесторов компании числилась семья международного террориста Усамы бен Ладена. Среди активов фонда имеются пакеты акций компании Dunkin' Brands.